# Dajishan (köpinghuvudort i Kina, Jiangxi Sheng, lat 24,61, long 114,36)
Dajishan är en köpinghuvudort i Kina. Den ligger i provinsen Jiangxi, i den sydöstra delen av landet, omkring 480 kilometer söder om provinshuvudstaden Nanchang. Antalet invånare är 12 767. Befolkningen består av 6 292 kvinnor och 6 475 män. Barn under 15 år utgör 20,0 %, vuxna 15-64 år 70 %, och äldre över 65 år 9,0 %.
Runt Dajishan är det ganska tätbefolkat, med 134 invånare per kvadratkilometer. Närmaste större samhälle är Nanjing, 9,9 km norr om Dajishan. I omgivningarna runt Dajishan växer i huvudsak blandskog.
Genomsnittlig årsnederbörd är 2 147 millimeter. Den regnigaste månaden är maj, med i genomsnitt 412 mm nederbörd, och den torraste är oktober, med 15 mm nederbörd.